# Heodes estonica
Heodes estonica är en fjärilsart som beskrevs av Friedrich von Huene 1883. Heodes estonica ingår i släktet Heodes och familjen juvelvingar. Inga underarter finns listade i Catalogue of Life.